# ルクセンブルク - ベッテンブルク線
ルクセンブルク - ベッテンブルク線（ドイツ語: Bahnstrecke Luxemburg–Bettembourg）はルクセンブルク公国首都ルクセンブルク市とエシュ＝シュル＝アルゼット郡デュドルランジュにおけるフランス国境線を結ぶ鉄道路線である。この路線はルクセンブルク - メス鉄道のルクセンブルク公国部分にあたる。

## 歴史
ヴィルヘルム＝ルクセンブルク鉄道（Wilhelm-Luxemburg-Bahn, GL）は1859年10月5日にルクセンブルク - ティオンヴィル区間を開通した。GLはフランス東部鉄道（Compangnie des chemins de der liest, EST）にこの路線をリースし運営を委託した。
ドイツ＝フランス戦争の結果、東部鉄道の路線網の相当部分がエルザス＝ロートリンゲン地方に組み入れられ、エルザス＝ロートリンゲン管理局に再編成された。1872年6月11日ヴィルヘルム＝ルクセンブルク鉄道運営権引き受けに関する法律案がドイツ帝国とルクセンブルク公国の間に合議されて、管理局がGL路線の運営権を引き受けた。その契約範囲はティオンヴィル駅まで適用された。
第一次世界大戦の終戦後、アルザスとローレンヌはフランス領に復帰して、その後この路線はアルザス＝ロレーヌ鉄道（Administration des chemins de fer d’Alsace et de Lorraine, AL）により引き受けられた。ALは1938年にフランス国鉄に編入された。第二次世界大戦の期間中、ルクセンブルクはナチス・ドイツに占領されたことで、ドイツ国営鉄道は他のルクセンブルク鉄道路線と同じくこの路線を運営した。
1946年にルクセンブルク鉄道（Société National des chemins de fer Luxembourgeois, CFL）が既存鉄道会社の統合により設立されて、この路線はCFL路線網に統合された。
2016年にルクセンブルク - ベッテンブルク間の高速線建設工事が開始された。このプロジェクトの目標は急増する通行量分散、TGV列車の速度向上、国際列車の輸送改善で、欧州連合が費用を分担する。

## 運行形態
ルクセンブルク駅で出発しパリ、ストラスブールなどフランス方面に向かうTGV列車はこの路線で通行する。快速列車系統はCFLもフランス国鉄も運営している。
- 普通列車（RB 60）: ルクセンブルク - ホーヴァルト - ベルヒェム - ベッテンブルク - エシュ - ペタンジュ。60分ごと[5]。
- 快速列車（RE 60）: ルクセンブルク - ホーヴァルト - ベッテンブルク - エシュ - ペタンジュ - ロダンジュ。60分ごと[5]。
- 快速列車（RE 90）: ルクセンブルク - ベッテンブルク - エタンジュ・グランド - ティオンヴィル - アゴンダンジュ - メス。SNCF運営[5]。